# Bodmaël
Pour les articles homonymes, voir Saint Budoc.
Bodmaël est un prénom breton masculin. 
Les Bodmaël  sont fêtés le 12 mars en Bretagne, en mémoire de Saint Bodmaël.
Le nom viendrait du mot gaulois Bodd, signifiant bonne volonté et du celte maël qui signifie prince, seigneur.
Il pourrait être l'équivalent de Saint Budoc si on en croît une controverse hagiographique.